# Condado de Jász-Nagykun-Szolnok
Jász-Nagykun-Szolnok es un condado (húngaro vármegye) situado en el centro de Hungría.

## Subdivisiones
Se divide en nueve distritos:
- Distrito de Jászapáti (capital: Jászapáti)
- Distrito de Jászberény (capital: Jászberény)
- Distrito de Karcag (capital: Karcag)
- Distrito de Kunhegyes (capital: Kunhegyes)
- Distrito de Kunszentmárton (capital: Kunszentmárton)
- Distrito de Mezőtúr (capital: Mezőtúr)
- Distrito de Szolnok (capital: Szolnok)
- Distrito de Tiszafüred (capital: Tiszafüred)
- Distrito de Törökszentmiklós (capital: Törökszentmiklós)

## Datos básicos
- Dos ríos de importancia, el río Tisza y el río Körös, lo atraviesan.
- Su capital es Szolnok.
- Cuenta con un área de 5.581,70 km² y una población en 2007 de 403.622 habitantes,[2] la mayoría de ellos viviendo en las ciudades.
- Antes del año 1990 tomaba el nombre de Szolnok.

## Límites
Limita con los condados de Pest, Heves, Borsod-Abaúj-Zemplén, Hajdú-Bihar, Békés, Csongrád y Bács-Kiskun.

## Condados urbanos
- Szolnok

## Poblaciones principales
Ordenadas según el censo del 2001, con el número de habitantes entre paréntesis:
| Jászberény (28.293)       |  | Kunszentmárton (9.764)  |
| Törökszentmiklós (23.145) |  | Kunhegyes (8.601)       |
| Karcag (22.738)           |  | Jászárokszállás (8.240) |
| Mezőtúr (19.483)          |  | Martfű (7.366)          |
| Tiszafüred (13.953)       |  | Újszász (6.968)         |
| Kisújszállás (12.869)     |  | Jászfényszaru (5.841)   |
| Tiszaföldvár (12.068)     |  | Kenderes (5.329)        |
| Túrkeve (10.181)          |  | Abádszalók (4.677)      |
| Jászapáti (9.967)         |  |                         |